# Явор Конов
Явор Светозаров Конов (роден 1964 г.) е български музикант, професор, автор и преводач на книги, статии и учебни пособия за музика.

## Биография
През 1983 г. завършва с медал Националното музикално училище „Любомир Пипков“ в София със специалност пиано, а през 1991 г. – Националната музикална академия в София със специалности „музикознание“ (полифония) и „хорово дирижиране“. През 1998 г. става доктор по изкуствознание с дисертация на тема „Първият трактат по клавесин – „Принципите на клавесина“, Дьо Сен Ламбер (Париж, Балар, 1702)“, а през 2006 г. – доктор на науките с дисертация на тема „Лексикографско и историографско наследство на Себастиан дьо Бросар (1655-1730) – духовник, музикант и ерудит“.
От началото на 1990-те години работи в Югозападния университет „Неофит Рилски“ в Благоевград. От 2005 г. е професор е по полифония в катедра „Музика“ на Факултета по изкуства. През 2008 г. става директор на Университетския ресурсен център за франкофонски изследвания към ЮЗУ. От декември 2010 г. преминава на работа като професор в Департамент „Музика“ на Нов български университет. Преподавал и в Софийския университет и НАТФИЗ.
Съосновател и секретар е на Музикално общество „Васил Стефанов“ (София). Заместник главен редактор на списание „Музика. Вчера. Днес“ (София, ISSN 1310-1443) от основаването му до 2012 г.
През 1999 г. сключва брак с доц. д-р Теодора Болярова-Конова, доктор по медицина. Имат 2 деца – Тереза (2000) и Андрей (2007).

## Публикации
Явор Конов е автор на повече от 200 публикации, сред които:
- „За полифоничността“ (1995, 2/2001, 3/2003)
- „Култура и музикално изкуство“ (1997)
- „Идеи и подходи за естествено свирене на пиано“ (2003)

### Монографии
- „Първият трактат по клавесин – „Принципите на клавесина“ на Дьо Сен Ламбер, 1702“ (1998)
- „Себастиан дьо Бросар и неговият Речник по музика“ (2003)
- „За Джозефо Царлино и Изкуството на контрапункта“ (2004)[1]
- „Лексикографско, историографско и библиографско наследство на Себастиан дьо Бросар (1655–1730) – духовник, музикант и ерудит“ (2008)[2]
- „Бросар, Себастиан дьо – Речник по музика (ІІ, 1705). Явор Конов – превод и коментари“ (2010)[3]

### Анотирани преводи
- „Принципите на клавесина“ (1702) и „Нов трактат за акомпанимента на клавесин, на орган и на други инструменти“ (1707) на Дьо Сен Ламбер (1998)
- „Практически елементи на генералбаса“ на В. А. Моцарт (1999)
- „Изкуството на контрапункта“ (1558) на Джозефо Царлино (2003)[4]

### Електронни публикации
- Конов, Явор (2014) За Йохан Себастиан Бах, инвенциите, преподаването ми в НБУ. Working Paper. Научен електронен архив на НБУ
- Феран, Доминик and Конов, Явор (2014) Исторически преглед на старите пръстовки / Доминик Феран, Явор Конов, превод и коментари. Научен електронен архив на НБУ
- Спиит, Ноел and Конов, Явор (2014) Свиренето /докосването/ на клавесина според прочита на Франсоа Купрен, Сен-Ламбер и Рамо / Ноел Спиит, Явор Конов, превод и коментари. Научен електронен архив на НБУ
- Бомон, Оливие and Серу, Брюно and Конов, Явор (2015) Клавесинът във всичките му състояния: Интервю с проф. Оливие Бомон, клавесинист, 4 и 8 юли 2003 / Явор Конов, превод и коментари. Научен електронен архив на НБУ
- Конов, Явор (2015) За какво би могло да разговаряме с всеки, дошъл да учи музика и музикология в НБУ. Научен електронен архив на НБУ
- Конов, Явор (2018) Падре Атанасиус Кирхер (1602 – 1680) и неговата Musurgia Universalis (Рим, 1650). Itinerarium illustratum. Научен електронен архив на НБУ.

## Признание
Познанията, трудовете и постиженията на проф. д.н. Конов са с най-голямо признание не само в България, но и в чужбина, вкл. от най-авторитетните институции в областта – Ателието за изследвания към Центъра за барокова музика във Версай и Факултета по музика и музикознание на Парижкия университет (Сорбоната) („превъзходен специалист“, 2009).
В чест на българското издание на „Речника по музика“ на дьо Бросар, по инициатива на водещите френски музиколози, на 24 ноември 2011 г. в Библиотеката на Версай се провежда „Кръгла маса около Явор Конов“ – прецедент във френско-българските отношения.